# Vụ ám sát phóng viên Ján Kuciak
Ján Kuciak (17 tháng 5 năm 1990 - 21 tháng 2 năm 2018) là một nhà báo điều tra người Slovak. Ông và vị hôn thê của ông, Martina Kušnírová, bị bắn chết vào tháng 2 năm 2018 tại nhà của họ ở Veľká Mača, huyện Galanta, Slovakia. Kuciak, người làm phóng viên của trang web tin tức Aktuality.sk, tập trung chủ yếu vào việc điều tra gian lận thuế của một số doanh nhân có kết nối với các chính trị gia hàng đầu của Slovakia.
Kuciak là nhà báo đầu tiên bị ám sát tại một nước Slovakia độc lập. Vụ giết người này, ngoài việc gây sốc và hoài nghi lan rộng khắp đất nước, khiến nước này rơi vào cuộc khủng hoảng chính trị. Chính phủ của Thủ tướng Robert Fico ở một bên, đối đầu chống lại Tổng thống Andrej Kiska và phe đối lập chính trị ở bên kia. Cuộc khủng hoảng lên đến đỉnh điểm vào ngày 15 tháng 3 với sự từ chức của Thủ tướng Fico và toàn bộ nội các của ông. Cho đến tháng 4 năm 2018, không có ai bị buộc tội giết người và không có động cơ rõ ràng nào được thiết lập.